# 針綱神社

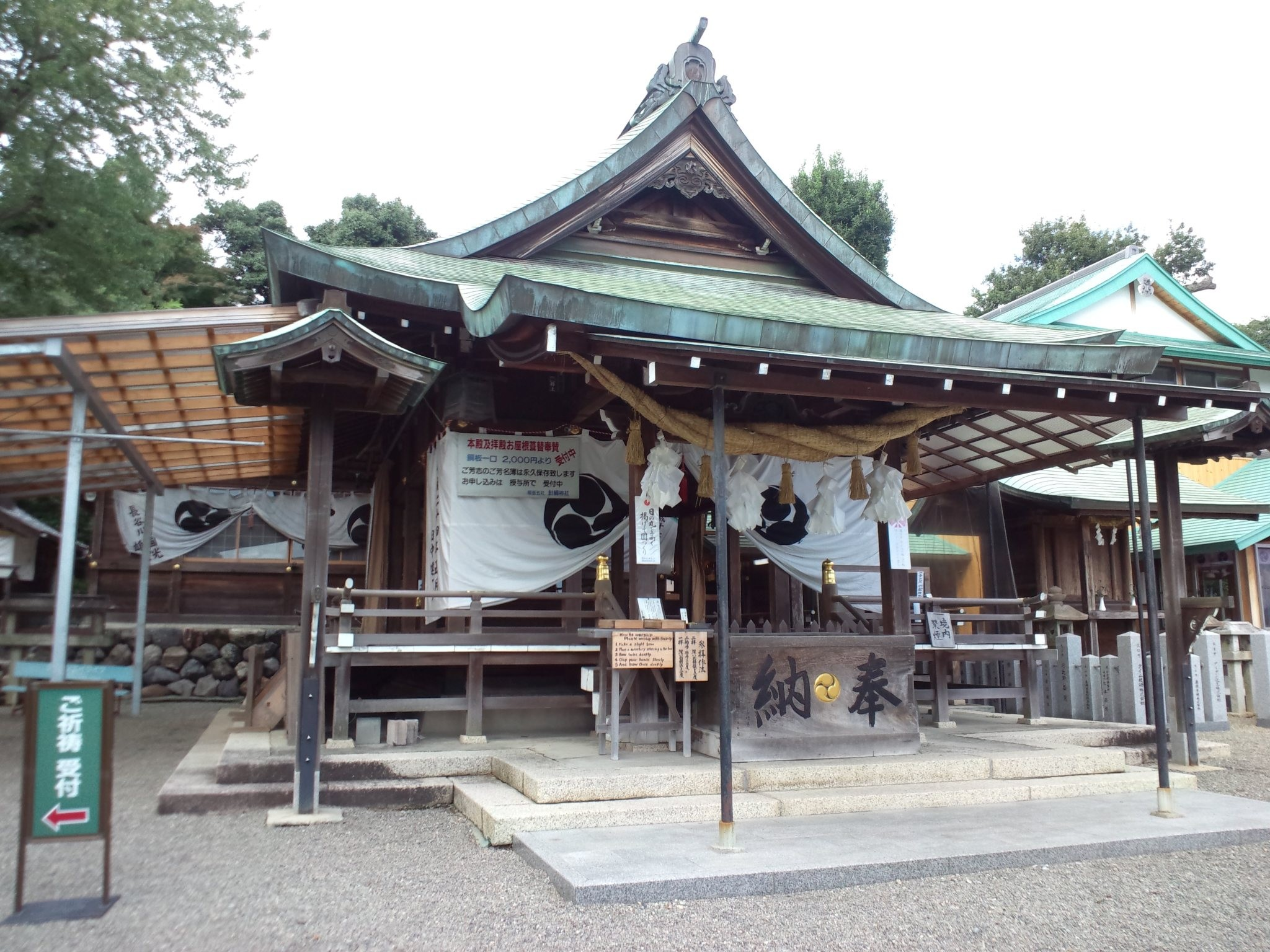
拝殿

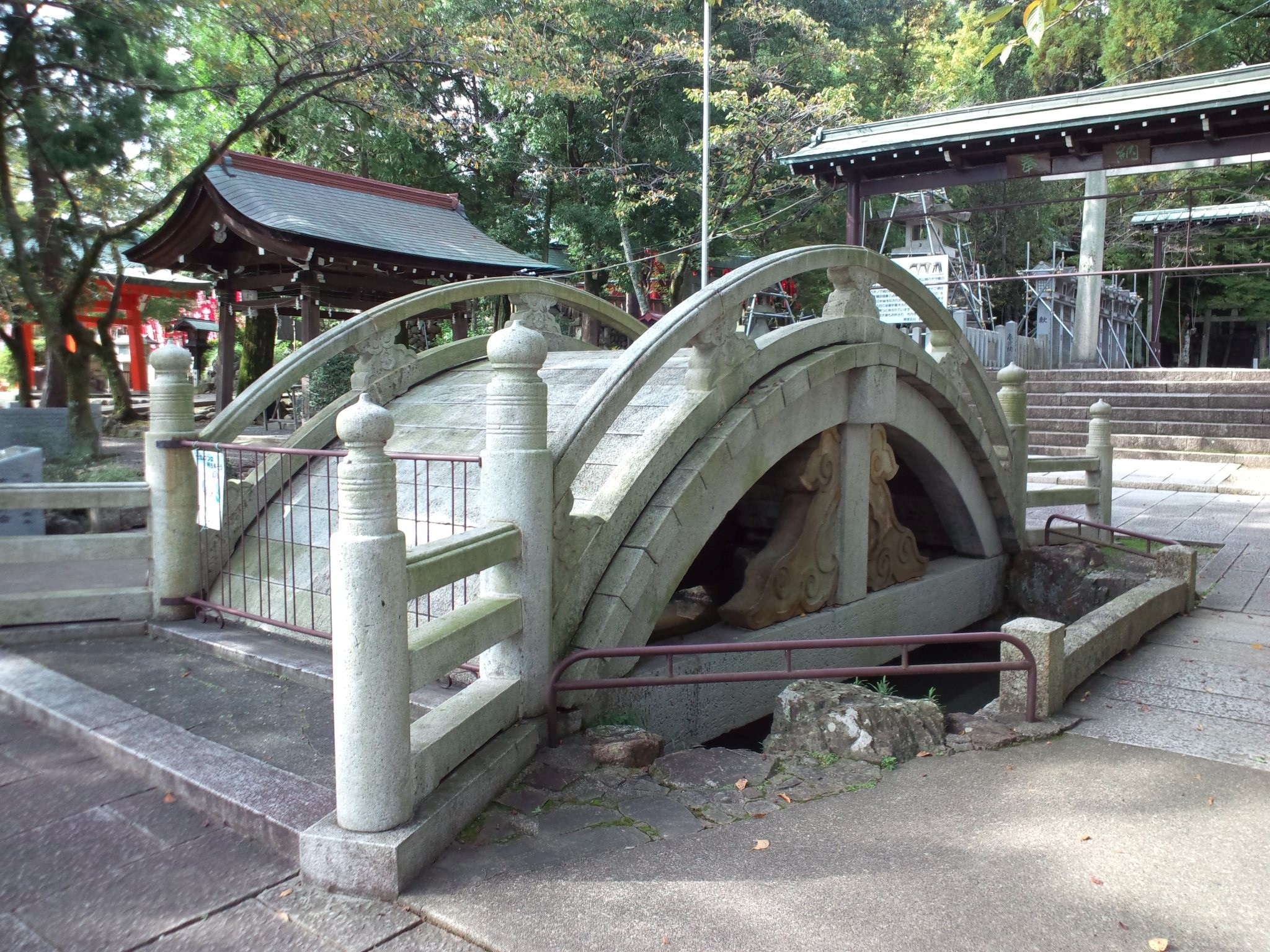
そり橋

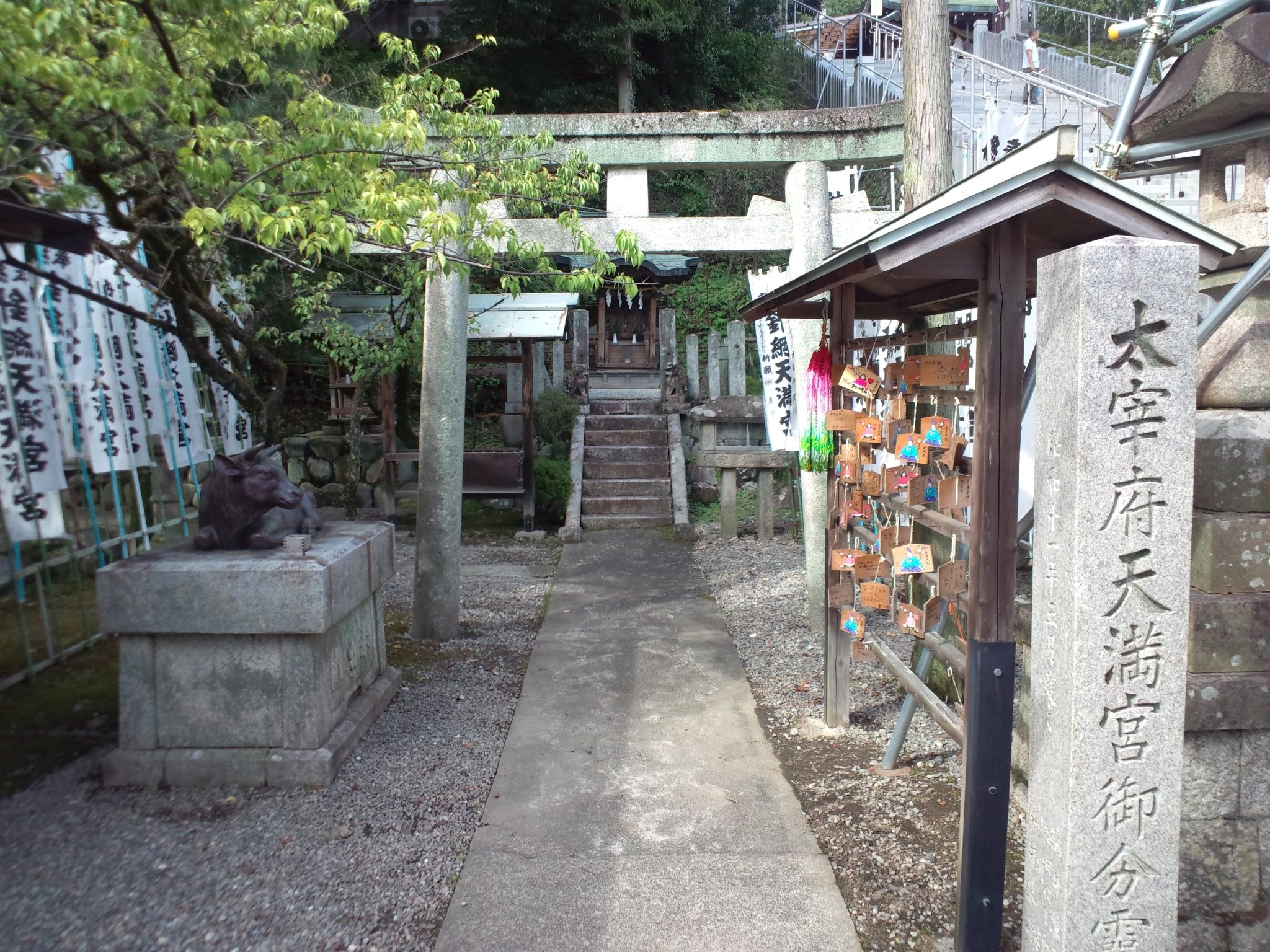
天神社

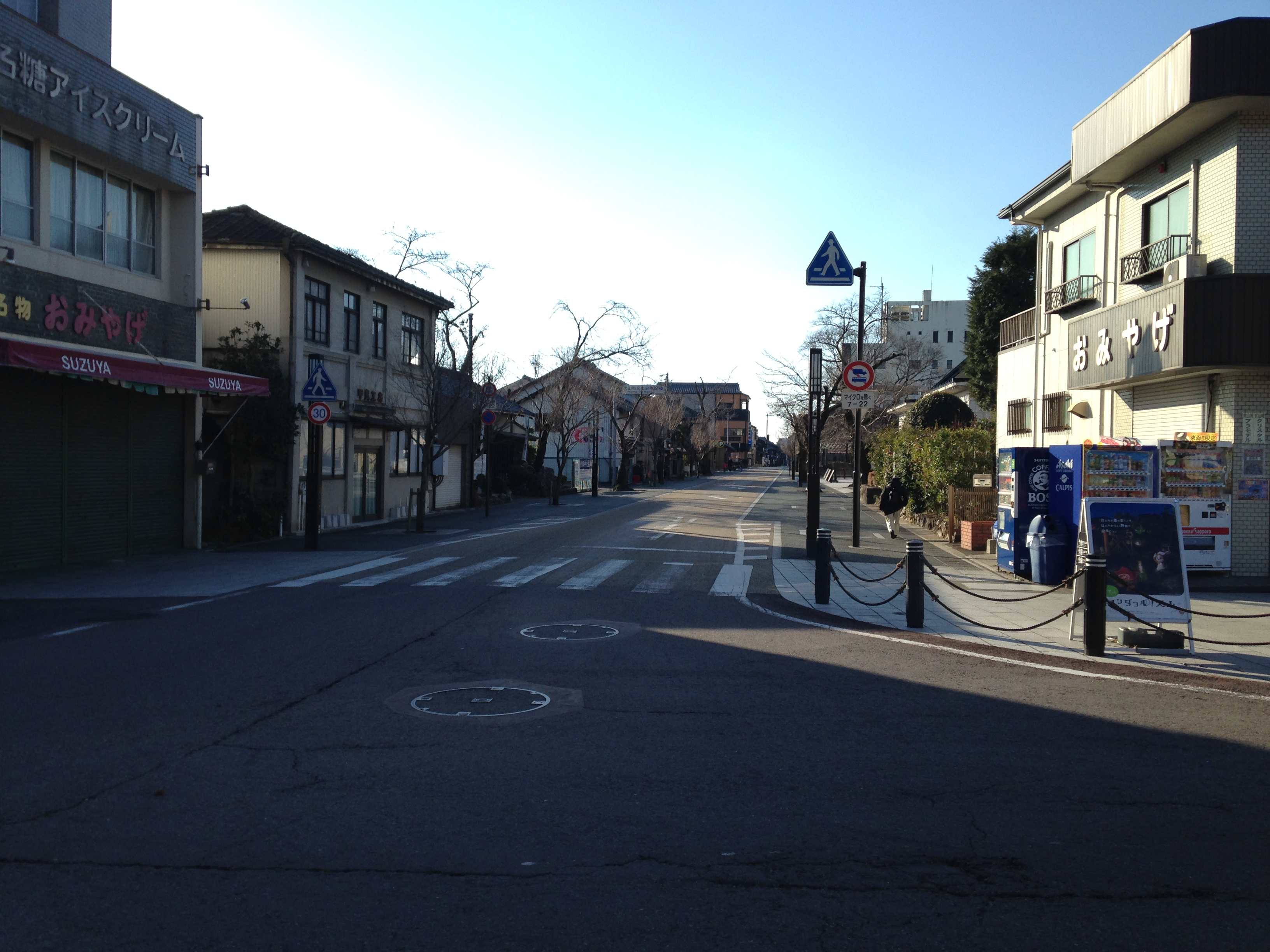
針綱神社前

針綱神社（はりつなじんじゃ）は、愛知県犬山市にある神社である。式内社（小社）で、旧社格は県社。
東海鎮護、水産拓殖、五穀豊穣、厄除、安産、長命の神として、濃尾の総鎮守とされている。
安産、子授けにご利益があるという。これは、1537年（天文6年）、織田信康が自ら手彫りの狛犬一対を奉納して安産祈願したことからである。以来、戌の日に安産祈願すると良いとされている。
犬山城の守護神でもあり、三光稲荷神社と同じく犬山城の南の登城入り口近くにある。また犬山祭は、針綱神社の祭礼である。

## 祭神
- 尾治針名根連命
天火明命の子孫。尾綱根命の子。尾張氏一族。
- 玉姫命
- 菊理姫命
- 建筒草命
- 建稲種命
- 尻調根命
- 大荒田命
- 伊邪那岐命
- 大己貴命
- 建多乎利命
- 尾綱根命

## 境内社
- 神明社
- 市神社
- 琴平社
- 秋葉社
- 山神社
- 杉木霊社
- 造酒社
- 大國社
- 稻荷社
- 小栗社
- 御饌社
- 染甫社
- 鍛冶社
- 熱田社
- 天神社
- 猿田彦社
- 愛宕社
- 八幡社
- 御建宮社

## 沿革
- 創立年は不明。式内社であり、927年（延長5年）の延喜式神名帳には尾張国丹羽郡「従一位針綱明神」または「正一位針綱明神」とされている。また、1186年（文治2年）の尾張国内神名帳には「針綱名神」されている。
- 元々の鎮座地は犬山城天守閣付近であったが、1537年（天文6年）、織田信康により、白山平（現在の日本モンキーパーク、成田山名古屋別院大聖寺などがある山）に移転する。
- 1606年（慶長11年）、犬山城城主小笠原吉次により、犬山城城下町の名栗町に移転する。「白山妙理権現」「白山針綱大神宮」
- 1635年（寛永12年）、針綱神社の祭礼に対し、城下町の下本町、魚屋町からの練り物が出される。1641年（寛永18年）には下本町が馬の塔を車山に変えて人形からくりを奉納し、これが犬山祭の原型となる。1649年（慶安2年）、犬山城城主成瀬正虎により車山や練り物を奨励したため、さらに盛んになったという。江戸時代は「白山妙理権現」「白山針綱大神宮」と呼ばれ、歴代犬山城城主の祈願所、庶民の信仰を集めたという。
- 明治時代の旧社格は村社、1876年（明治8年）には郷社となる。1882年（明治15年）現在地に移転し県社となる。

## 所在地
- 愛知県犬山市大字犬山字北古券65-1

## 交通機関
- 名鉄犬山線犬山駅より徒歩15分
- 名鉄犬山線犬山遊園駅より徒歩10分
- 各務原市ふれあいバス循環休日線「犬山城」バス停下車　（土休日運行）

## その他
- 織田信康が安産を祈願し、自ら彫り上げた狛犬は、織田広近を模して彫ったともいわれる。織田広近は1469年（文明元年）に犬山に木ノ下城を居城として築いたほか、現在の犬山城付近に砦を築き、犬山城の原型を築いた人物である。